# 黃文陶

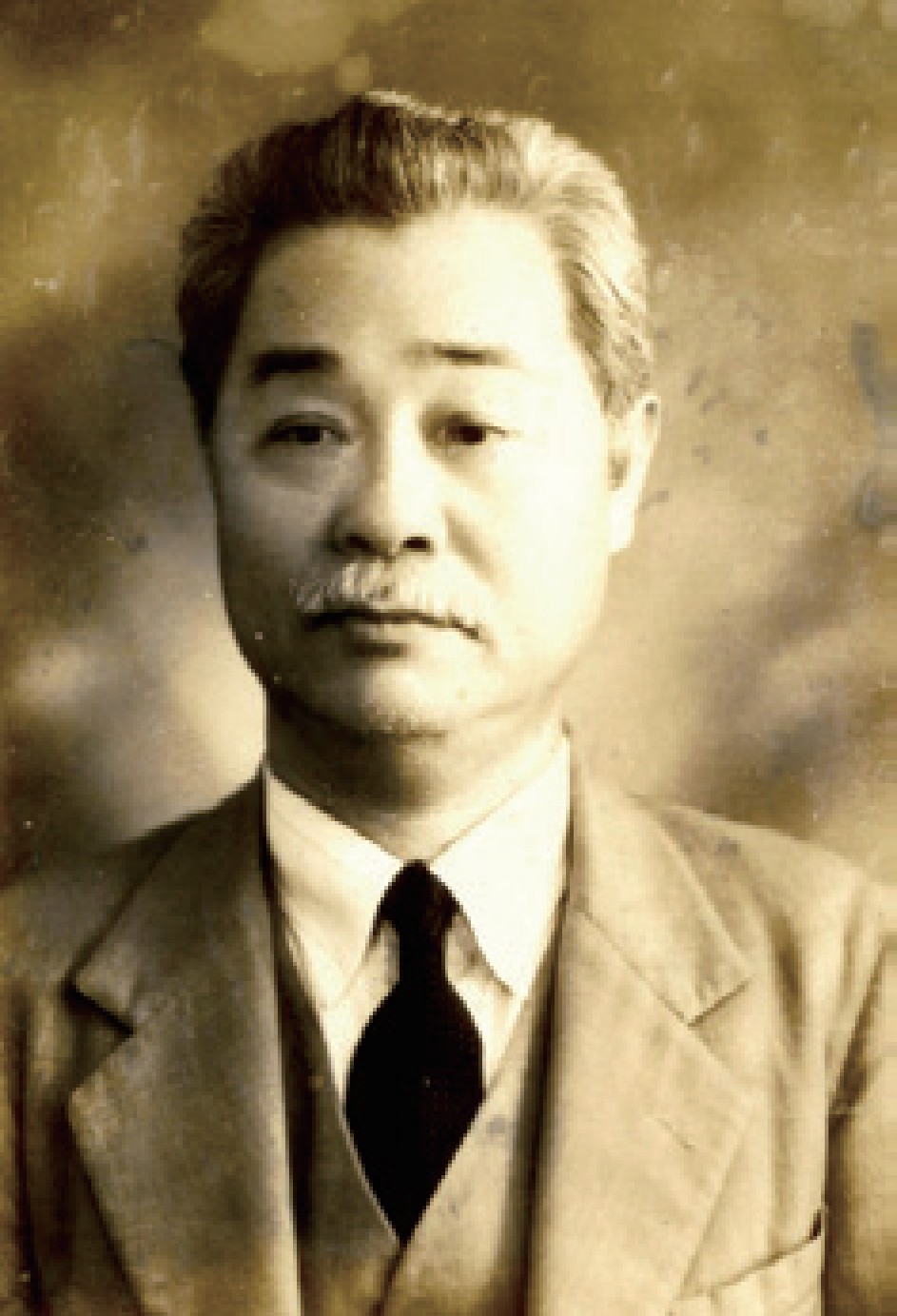
黃文陶肖像

黃文陶（1894年1月8日—1970年），號竹崖，臺灣彰化縣線東堡彰化街（今彰化縣彰化市），醫師、詩人，京都帝國大學醫學博士，曾在西螺開設「上池醫院」，並參加當地詩社「菼社」，後遷居嘉義:256-257，曾修築嘉義雙忠廟:99，並擔任吳鳳廟管理委員會顧問。1948年嘉義市長宓汝卓召集其與林玉書、許藜堂等地方重要人物召開嘉義市「新八景」評定委員會，選出嘉義市的「八景六勝」:41。

## 生平
黃文陶生於光緒十九年十二月二日（1894年1月8日），為黃金泉長男:137。黃金泉壯年時因鼠疫病逝，翌年其母游喜亦因腸胃病過世，故黃文陶是由叔父黃倬其扶養長大:256。黃文陶小時曾在彰化郊區親戚家中協助做農，後在叔父教授之私塾「小逸堂」學習漢文，為賴和、詹作舟同學，亦曾和賴和等11名同窗組織「小逸堂晉一會」，每隔11年舉辦聚會:256。
1908畢業於彰化公學校（今彰化縣彰化市中山國民小學），入臺灣總督府醫學校（今國立臺灣大學醫學院）:256，1917年4月畢業，前往私立同仁醫院任職，翌年2月卸任:137，轉赴嘉義廳斗六支廳西螺堡西螺街（今雲林縣西螺鎮）開設「上池醫院」:256。1919年3月與廖學昆、林朝好等人籌設「同芸會」進行詩文創作，1920年因廖重光、張李德和等人陸續加入而改稱「菼社」:256。1925年因遭日本警察欺凌，同時欲尋求更精進之醫療技術:257，遂關閉診所，進入臺北醫學專門學校病理研究科就讀，翌年畢業，1927年至京都帝國大學擔任醫學部附屬病院醫員，同時在該校外科專修科研習:137，於1932年以論文「關於痲瘋桿菌音伯丁及煮沸免疫元之研究」獲得醫學博士學位:257，1933年返回臺灣:137，同年在嘉義重新創辦上池醫院:257，亦擔任嘉義市醫師公會理事長、臺南州醫學會理事、嘉義市協議會員等職務:257。嘉義市於第二次世界大戰末期常遭空襲，他將家中老幼疏散至郊外，自己帶著助手及護士前赴災區救援傷患:257。
戰後擔任嘉義市自治協會理事長，協助剛成立的嘉義市政府推行政令及接收日人財產:257，同時於1946當選臺灣省候補省參議員:154。二二八事件爆發時，林玉書曾請黃文陶代表嘉義市二二八事件處理委員會前往水上機場向嘉義市長孫志俊遞送公文，但處理委員會內部有人認為黃文陶與外省人及軍方有私交，不願讓其前往，最終由許世賢自願出面遞送。當時醫師潘木枝認為讓學生攻打機場死傷會非常慘重，並不贊成，但黃文陶支持此想法，之後潘木枝被軍隊逮捕，黃文陶為保全性命，開始講潘木枝的壞話。事件後歷任嘉義縣醫師公會理事長（1957年任該會監事）、臺灣省醫師公會理事長、文獻委員會委員、文化運動委員會主委等職:257。1951年主持第一屆嘉義縣詩人聯吟大會，1963年獲選為全國好人好事代表:257。1955年曾籌備設置私立醫學專科學校，然因未獲中華民國教育部批准，計畫「胎死腹中」。
1970年，黃文陶過世，同年12月5日在嘉義縣佛教會禮堂舉行公祭，由中華民國總統蔣中正、中國國民黨中央委員會祕書長張寶樹、副秘書長林金生頒贈輓額，嘉義縣長黃老達等人前往致祭。公祭完畢後旋即安葬至彰化八卦山。

## 著作
主要著作為《竹崖文選》《竹崖詩選》:257。

## 家庭
妻黃張雀，父為斗六中醫師張淮，育有3男4女。長男黃孟超、次男黃伯超、三男黃季超、長女黃素華、次女黃素一、三女黃素節、四女黃亨:257。